# Вендиго
Ве́ндиго, или ви́ндиго (англ. Wendigo или англ. Windigo) — дух-людоед в мифологии алгонкинов. Первоначально воспринимался как символ ненасытного голода и голодной зимы, впоследствии стал служить предостережением против любых излишеств человеческого поведения. С этим духом связан культуральный синдром «вендиго», который встречался среди представителей алгонкинских племён. 
В современной массовой культуре, особенно американской, вендиго часто предстают как своего рода нежить наподобие зувемби. Истоки этого образа восходят к повести популярного британского писателя Э. Блэквуда «Вендиго» (1910), к комиксам «Марвел» 1970-х гг. и к одноимённому образу из бестселлера С. Кинга «Кладбище домашних животных» (1983). 

## В мифологии индейцев
По поверьям алгонкинов, вендиго возник, когда отважный воин продал душу, чтобы отвести угрозу от своего племени. Как только угроза миновала, он ушёл в лесную чащу, и с тех пор о нём ничего не слышали. По другим легендам, вендиго постепенно терял человеческий облик из-за использования чёрной магии, помноженной на каннибализм. Считалось, что превратиться в вендиго можно из-за проклятия знахаря, укуса вендиго или начав есть человеческую плоть.
Исходя из мифа, эти существа были высокие, с безгубым ртом и острыми зубами, а силуэт похож на человеческий. Тела у них полупрозрачные. Они выше нормального человеческого роста, очень худого телосложения. Обладают тонким слухом, ночным зрением и приманивают жертву свистом или голосом близкого человека.
Возможно, образ вендиго сложился в подсознании местных жителей вокруг факта необъяснимых исчезновений людей. Антропоморфность можно объяснить тем, что его никто никогда не видел, или фактами настоящих случаев людоедства. 

## Культуральный синдром
Согласно алгонкинской мифологии, человек может превратиться в вендиго. При так называемом психозе «вендиго» (англ. Wendigo psychosis) возникает страх превращения в монстра-людоеда, обычно на фоне сниженного питания. Больного преследуют мысли о совершении убийства и навязчивое желание есть человеческое мясо. Некоторые поедающие человеческое мясо алгонкины заявляли, что ими овладел злой дух Вендиго. Обычно «одержимые Вендиго» убивались соплеменниками.
Некоторые исследователи отрицают существование этого расстройства психики, считая, что «одержимый» всего лишь пытался оправдать совершённое им убийство путём перекладывания вины на злого духа.
По Международной классификации болезней психоз Вендиго относится к культуральным синдромам (культурально-специфичным расстройствам). Для кодификации расстройства при необходимости рекомендуется использовать код F68.8 — «Другие специфические расстройства зрелой личности и поведения у взрослых».